# Île Middle Sister

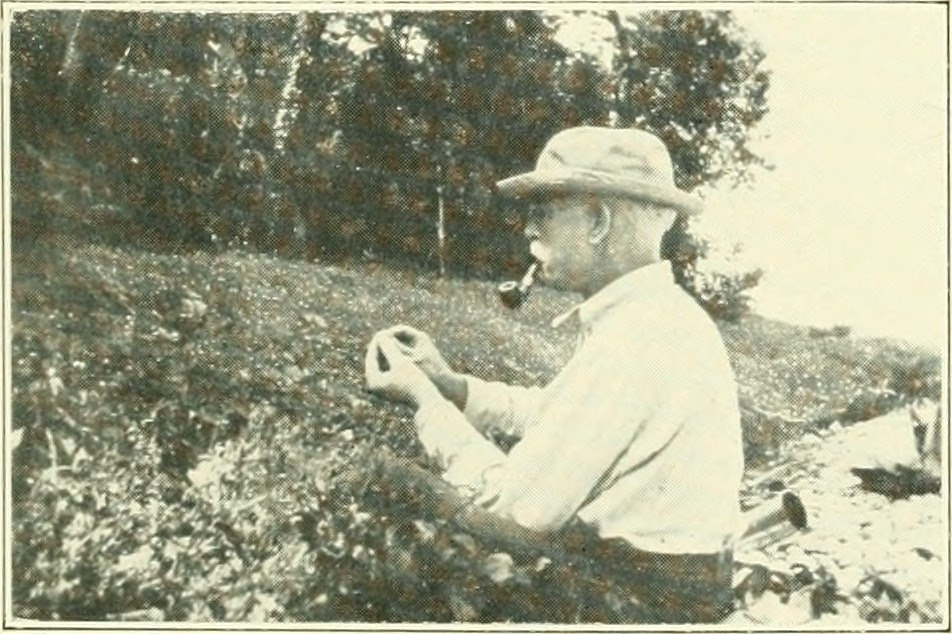
Homme collectant des coquillages à Middle Island Sister, 4 Juillet 1915.

L' île Middle Sister est une île du lac Érié, dans le comté d'Essex de l'Ontario au Canada. L'île fait partie de l'archipel de Bass Island qui comprend également l'île Sister Est (en Ontario, au Canada) et l'île Sister Ouest (Ohio, aux USA).

## Guerre de 1812
L'île fut une zone de rassemblement pour les troupes américaines de William Henry Harrison, juste avant l'invasion du Canada et la bataille de la rivière Thames.

## Flore et faune
Le guano de la population de cormorans à aigrettes du lac Érié interfère avec la croissance des arbres dans la forêt carolinienne de cette île et des îles voisines de Sister Est et Sister Ouest.